# 衛共伯
衞共伯（？—前813年），姬姓，名餘，周朝卫国第十代国君，是衞侯之子，衞武公之兄。
前813年，釐侯在位四十二年薨，太子餘立為君。在位一年，共伯之弟和有寵於釐侯，给他好多钱，公子和用来养士，於墓上攻襲共伯，自殺於釐侯墓道，葬釐侯墳旁，諡共伯。公子和即位为卫武公。《毛诗序》记载其妻为共姜，僖侯世子恭伯早卒，僖侯去世，恭伯弟和立，是為武公。楊慎认为司马迁未見毛詩、左傳记载，附會为共伯即位后自杀。